# یواس‌اس تاسکگی (وای‌تی‌بی-۸۰۶)
یواس‌اس تاسکگی (وای‌تی‌بی-۸۰۶) (به انگلیسی: USS Tuskegee (YTB-806)) یک کشتی بود که طول آن ۱۰۹ فوت (۳۳ متر) بود. این کشتی در سال ۱۹۷۰ ساخته شد.